# 1798年6月27日の海戦
1798年6月27日の海戦（1798ねん6がつ27にちのかいせん、Action of 27 June 1798）は地中海のシチリア海峡における、イギリス海軍とフランス海軍のフリゲートによる小規模な海戦である。この戦闘は、ナポレオンのエジプト遠征の初期に行われたもので、トゥーロンからアレクサンドリアへの大規模なフランス商船団の護送という、大がかりなエジプト遠征のその一部であった。フランスのフリゲート「サンサブル」は、マルタの攻略後に、負傷兵の輸送と略奪した財宝をフランスに持ち帰るという任務で商船団護送艦隊から分遣され、その一方でフランス主力部隊はエジプトへの航海を続けた。イギリス艦「シーホース」は、タホ川（タグス川）でイギリス地中海艦隊から分遣されたうちの1隻で、フランス商船団を積極的に捕獲していた、ホレーショ・ネルソン指揮下の艦隊へ増員を輸送する任務についていた。
1798年6月26日16時、「シーホース」の見張り番が「サンサブル」を見つけ、艦長のエドワード・フットはすぐさま南へと逃げる「サンサブル」を追跡した。追跡は12時間続き、フットは敵艦に追いついて勝利を収めた、この戦闘では、シーホースよりも力で劣って、過剰に荷物を積んでいた「サンサブル」に多くの死傷者が出た。捕虜の中には、嵐の中のマルタ攻略で負傷した将軍ルイ・バラゲイ・ディリエがいて、略奪品の中には、ルイ14世が保持していた、華麗な装飾を施した17世紀の大砲があった。「サンサブル」は拿捕当時は現役の軍艦としての装備を備えていたが、1799年イギリス到着の時点で、輸送艦に格下げされた。この海戦により、フランスのエジプト侵攻の意図を裏付ける決定的な証拠がイギリスにもたらされた。フットは情報伝達のためにネルソンの艦隊を探したが、広範囲に及ぶ捜索にもかかわらず、8月1日のナイルの海戦勃発以前に、フットはネルソンにフランス艦隊の位置を伝えられなかった。

## 歴史的背景

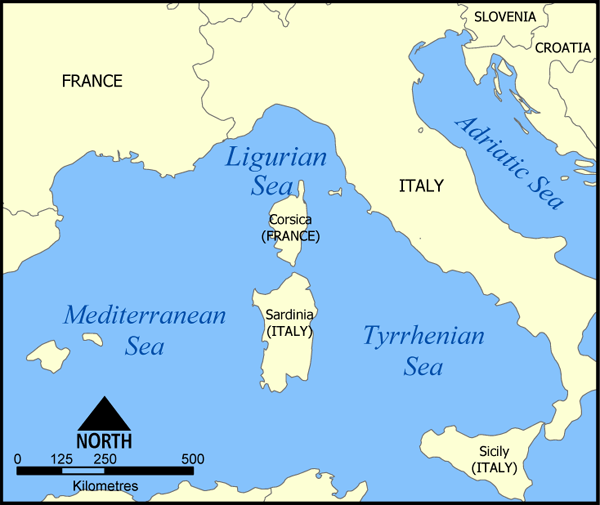
リグリア海、南にコルシカ島とサルデーニャ島がある。

1798年5月18日、トゥーロンをフランス艦隊が出港したが、艦隊が向かう先は極秘にされていた。この艦隊は22隻の軍艦と120隻の輸送艦で構成されていて、リグリア海を通過する際にジェノヴァ、コルシカそしてチヴィタヴェッキアで兵を増員する予定だった。この艦隊が目指すのはエジプトだった。エジプトは名目上はオスマン帝国の支配下にあったが、フランスの将軍ナポレオンが、この地をイギリス領インドに対抗する恰好の立脚点と考えたのである。艦隊は南へと航海を続けたが、イギリス海軍から邪魔されることはなかった。イギリス海軍は、スペイン相手に開戦してから1年近く地中海に現れておらず、ナポレオンの艦隊は6月7日にシチリアを通過して、その2日後にマルタのヴァレッタ港沖に投錨した。島国マルタは、フランスが資金と兵を主に出している宗教騎士団である、エルサレムの聖ヨハネ騎士団の指揮下にあった。ナポレオンは、攻略したマルタが地中海中央部の制覇に不可欠であると信じており、騎士団長のフェルディナント・フォン・ホムペシュ・ツ・ボルハイムが艦隊の入港を拒否した時には、ナポレオンは大規模な侵攻で対抗した。騎士団は無抵抗を表明したものの、マルタ人部隊と戦うことになり、まる1日に及ぶ戦闘の末中心部のイムディーナが陥落した。この敗北で騎士団はヴァレッタの砦に退いたが、翌日、フランスでの恩給と地位を保証するから、降伏するようにと説得された。
マルタを獲得したナポレオンは、ここの陸軍と海軍を我が物とし、自分の軍に加えた。またヴァレッタに駐屯兵を置き、マルタの財宝を強奪したが、その財宝とはこの地のカトリック教会のすべての財宝だった。この財宝の多くが競売にかけられ、それ以外のものはフランスへ、負傷したディリエ将軍や負傷兵と共に輸送された。6月19日、ナポレオンは軍を分割して、4000人をマルタを抑えておくために残し、それ以外の兵はエジプト遠征の第二行程へと向かった。この艦隊のうちの1隻が、負傷者や特使、そして負傷者輸送の任務を割り当てられ、その役目についたのは、G・F・J・ブールデ艦長率いる36門艦フリゲートの「サンサブル」だった。しかしこの艦の乗員はその多くが艦から下ろされて、他の艦に転属させられ、マルタの解放されたガレー船用奴隷に彼らの仕事がまかされた。

タホ川の位置（イベリア半島）

ナポレオンは、エジプトへの作戦がイギリスに邪魔されるとは考えていなかった。しかしイギリス海軍は、地中海南部におけるフランスの行動に対する報告に対し、ホレーショ・ネルソン少将が指揮する小戦隊をリグリア海に送ることで応じた。5月21日にリグリア海に到着したこの戦隊は、激しい嵐でかなりの損傷を受けており、サルデーニャ沖での早急な修理を必要としていた。この嵐はフリゲートをもあちこちに散らしていて、ネルソンには3隻の戦列艦しか残っていなかった。6月7日に10隻の戦列艦と1隻の4等艦を増員してもらったが、偵察用の艦が依然としてなく、そのためフランスの作戦の情報を探るだけの能力を発揮できなかった。散り散りになったフリゲートは地中海西部を離れ離れに航行していて、イギリス、フランス両艦隊いずれの位置も確認できなかった。タホ川のジョン・ジャーヴィス中将からの補強部隊も、同じ問題に悩まされていた。この部隊もフリゲートが偵察のため広範囲に展開したが、イギリス艦隊も、南西のアレクサンドリアの方向へ疾走して行くフランス艦隊も見つけることができなかった。

## 戦闘

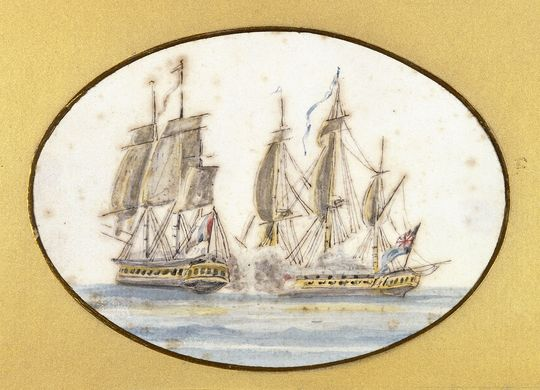
交戦するシーホース（向かって右）とサンサブル

6月に、地中海中央部のイギリス艦隊に支援されたうちの1隻は、フリゲートの「シーホース」で、艦長はエドワード・フットだった。「シーホース」は公式には38門艦と定められていたが、実は46門艦で、非常に重くて射程の短い32ポンド砲を14門搭載していた。フットはジョン・ジャーヴィスから、フランス艦を探索中のネルソンの艦隊に加わり、艦隊の1隻で、トマス・トラウブリッジの指揮下にあるカローデンへ兵を増員する目的で派遣されたのであった。1798年6月26日、「シーホース」は、イギリス艦隊の情報と位置をつかむためシチリアの南岸を回り、16時になって、「シーホース」の見張り番が1隻の艦を発見した。速度を速めてその艦に向かったフットは、その艦が戦闘準備を整えたフランスのフリゲートであることがわかった。この艦は「サンサブル」で、「シーホース」に発見された時には、マルタからトゥーロンへ北東の針路を取っていた。艦長のブールデは、このフリゲートが過剰に荷物を積んでいること、人員不足で、大砲が36門しかないこと、しかも一部は6ポンド砲でしかないことをわかっており、向きを変えて南へ向かい、夜のうちに敵から逃げ切れることを期待した。
それから12時間を費やして、「サンサブル」は南の方向へと逃げたが、フットの追跡は情け容赦がなく、ブールデは、両艦の距離が徐々に狭まっていくのに気付いた。6月27日の朝4時、北西36マイル（58キロ）にパンテッレーリア島が見えた頃、フットは「シーホース」を「サンサブル」に横付けすることがして、近距離から激しい砲撃を浴びせることが可能になった。最初の何発かで「サンサブル」の漕ぎ手たちは位置を失い、下部甲板へと逃げたため、「サンサブル」はかなり危険な状態にさらされた。それから8分間で「サンサブル」は打ちのめされ、降伏した。ブールデはやみくもに「シーホース」に乗り込もうとしたが、フットは易々とそれを避けた。「サンサブル」は艦体に36の砲弾を受け、マストにも大きな損傷があった。推定される死傷者数にはかなりの幅があるが、乗艦していた約300人のうち、18人から25人が戦死し、35人から55人が負傷した。「シーホース」はそれとは対照的に損害が少なく、戦死2人、負傷は16人で、その16人には一等海尉のウィルモットも含まれていた。

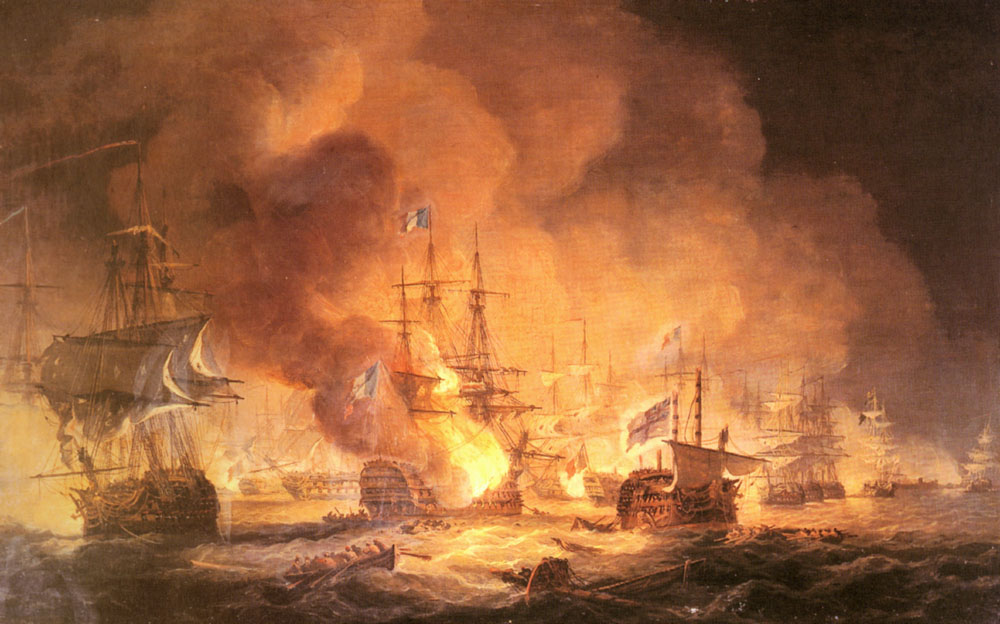
ナイルの海戦で、砲撃を受けて炎上するフランス艦。 トマス・ルーニー作

フットは「サンサブル」から多くの財宝と捕虜をシーホースに移し、その後サンサブルを拿捕艦としてタホ川のジャーヴィスの元へ持っていかせた。サンサブルから押収したものの中には、フランスの信号についての本はもちろん、ナポレオンのエジプト遠征艦隊の航路の情報もあった。フットは急いでアレクサンドリアへと向かった。出航後すぐ、やはりネルソンを探していたウィリアム・ホール・ゲージ艦長のタープシコールと合流し、2隻は共に7月21日にアレクサンドリアに到着したが、フランス艦は既に港に入っているのに、ネルソンはどこにも見えなかった。フランス艦の配置を観察したフットとゲージは、自分たちの艦をフランスのフリゲートとその拿捕船に偽装した。ゲージは「タープシコール」のイギリス国旗の上に、フランス国旗を掲げて拿捕艦であることを装い、フットはフランスの秘密情報である認識信号を掲げていた。これによりフランス艦は、この新参の艦が敵軍のものでないことがわかり、誰も刃向うものがいなかったため、フットとゲージは思いのままに、アブキール湾に停泊しているフランス艦を観察し、その後ネルソンを探しにアフリカの岸に沿って出港した。ネルソンはこの時、シチリアのシラクサで物資の補充を行っており、7月25日に出港してモーレアの東の方向を進んだ。そこでネルソンは、コロニのトルコ人総督から、フランスのエジプト遠征について知らされた。そのまま南進したネルソンは、8月1日にアブキール湾に到着したが、その間フットに出会うこともなく、彼の諜報も耳にしてなかった。シーホースが最終的にアレクサンドリアに戻ったのは8月17日のことで、ネルソンはその3週間近く前に、ナイルの海戦に参戦して勝利を収めていた。

## サンサブルと英仏士官のその後

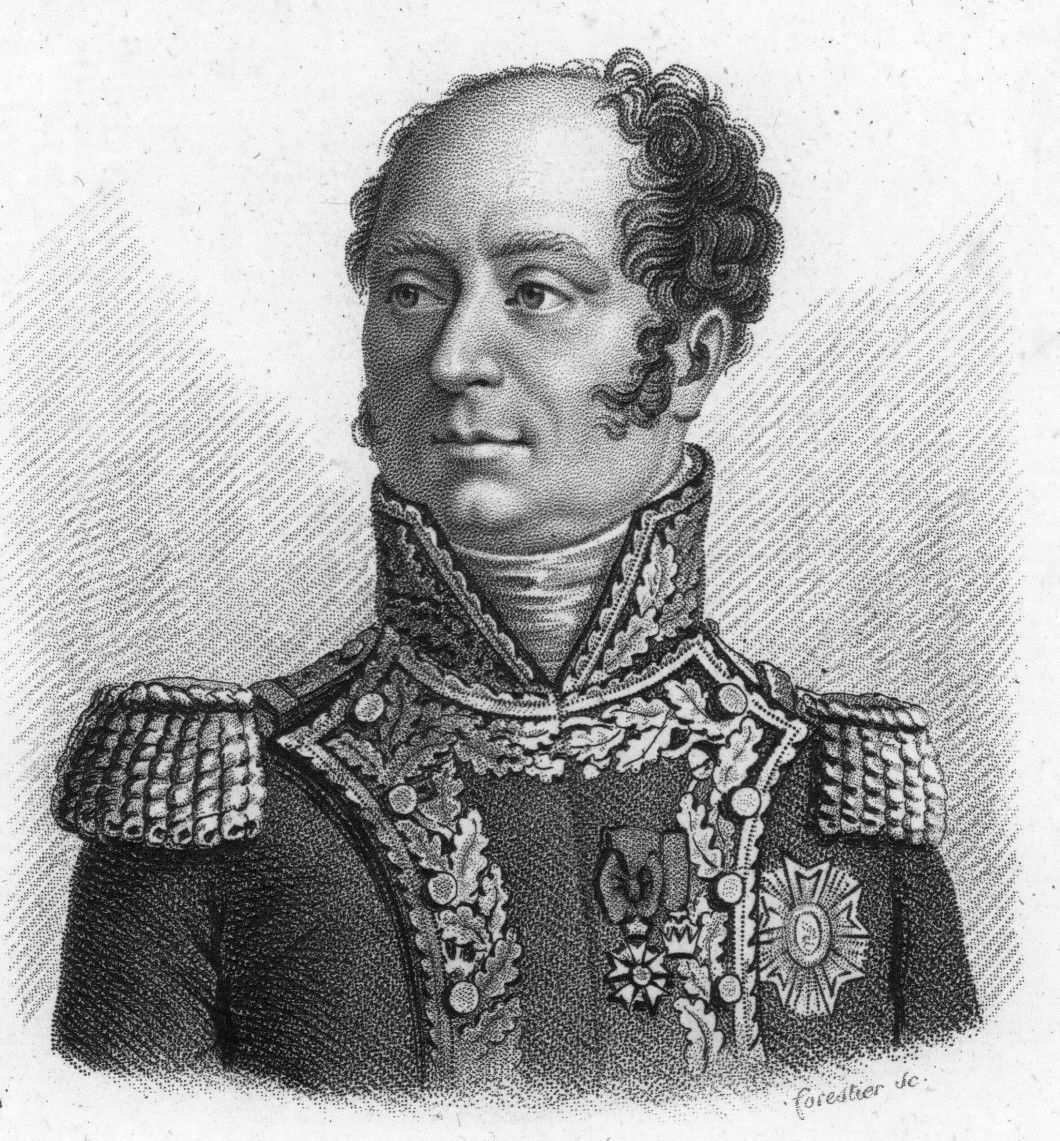
ディリエ将軍

ジャーヴィスはフリゲートの数が払底しているのに悩んでおり、タホ川に「サンサブル」が送り届けられた時、この艦をただちにイギリス艦「センシブル」として任務を与え、自分の艦隊から1隻につき6人の乗員を引き抜いて、わずか半日の間に、軍艦として就役させた。それから1年間、「センシブル」はジャーヴィスのもとで任務につき、1799年11月にイギリスに戻った。イギリスに到着したこの艦は、戦地勤務から格下げされたものの、1802年3月3日にセイロン島沖で難破するまでは、数年間イギリス海軍の輸送艦として就役したのである。 この艦から移された財宝の中には、17世紀にオスマン帝国から押収した、真鍮の、装飾を施した大砲があった。これは銀に金メッキをしたガレー船の模型同様、ルイ14世からエルサレムの聖ヨハネ騎士団に寄贈されたものだった。これらの財宝は、他の品物や艦の備品共々、シアネスで1799年11月に売却され、賞金はその後「シーホース」の乗員に与えられて分配された。
ディリエ将軍とその他の捕虜たちはイギリスに連行されたが、士官はすぐに仮釈放された。フランスに戻ったディリエとブールデは軍法会議にかけられ、当初は海軍大臣のエティエンヌ・ユスターシュ・ブリュイも両名を非難した。ブリュイは、この艦があまりにも簡単に降伏したと思い込み、厳しい言葉で彼らの「才能と勇気」を批判した手紙を公に発表した。このブリュイの批判の程度について、イギリスの海軍史家のウィリアム・ジェームズは、過度に過ぎると考えている。ディリエがこれに対して猛烈に反発したことにより、最終的にこの批判は穏やかなものとなり、2人の士官は無罪放免となった。一方フットはその成功をほめられ、ウィルモット海尉は、タホ川に無事にサンサブルを送り届けたことで昇進した。フットは後にナポリ沖で「シーホース」を指揮したが、1799年のパルテノペア共和国の、2人の指導者の処刑をめぐる対立に巻き込まれることになった。